# Hofemann
Als Hofemann, Hofmann bzw. Hoffmann bezeichnete man den Pächter eines Gehöfts bzw. dem Grundherren zu Diensten verpflichteten Bauern, gelegentlich auch einen Höfling. Hobemann ist die hessische und Havemann/Hamann die niederdeutsche Variante.
Hoffmann war in Schlesien der häufigste Berufsname. Er entsprach dem west- und süddeutschen Meier, also Gutsverwalter an herrschaftlichen Höfen, auch auf Landgütern von Patriziern.
Die altfränkische Bezeichnung Huber ist sinngemäß verwandt.